# Banco BPM
Banco BPM — итальянская банковская группа, образовавшаяся в 2017 году слиянием Banco Popolare и Banca Popolare di Milano (BPM). Основная штаб-квартира расположена в Милане, дополнительная — в Вероне.

## История
Banca Popolare (Народный банк) — разновидность кооперативных банков, развившаяся в середине XIX века в крупных городах Италии. Banca Popolare di Milano был вторым старейшим из них, основанный в 1865 году. Начиная с 1950-х годов он начал расти за счёт поглощения небольших банков в разных регионах Италии. К 2016 году число его отделений превысило 600.
Banco Popolare образовался в 2007 году слиянием Banco Popolare di Verona e Novara (BPVN) с Banca Popolare Italiana (BPI). Они, в свою очередь, были продуктом слияния ряда кооперативных, сберегательных и других форм банков. Штаб-квартира Banco Popolare располагалась в Вероне. Сеть банка составляла 1800 отделений.
В 2016 году было достигнуто соглашение о слиянии. Формально оно состоялось 1 января 2017 года. В результате образовалась третья крупнейшая банковская группа после UniCredit и Intesa Sanpaolo. Banco Popolare и Banca Popolare di Milano занимали соответственно 4-е и 9-е места на банковском рынке Италии.

## Общие сведения
На 31 декабря 2023 года акционерный капитал группы составляет 7 100 000 000 евро, размещённых в 1 515 182 126 обыкновенных акциях.
Акции компании обращаются на бирже Euronext в Милане.
Количество акционеров группы составляет 240 000. Среди акционеров группы:
- Crédit Agricole (9.18 %)
- Capital Research and Management Company (4.99 %)
- Enasarco Foundation (3.01 %)

В 2022 году Crédit Agricole приобрела 9.2 % акций группы.
В 2023 году стоимость акций группы варьировалась от 3 403 евро за акцию (24 марта 2023, наименьшее значение) и 5 324 евро за акцию (20 ноября 2023, наивысшее значение).
2 апреля 2025 года Европейский Центральный банк выдал разрешение Crédit Agricole на увеличение своей доли в группе до 19,9 %.
На апрель 2025 года рыночная капитализация группы составляет 14,4 млрд евро.

## Деятельность
Банковская группа Banco BPM Group включает Banco BPM (1752 отделений), Banca Aletti (55 отделений) и Banca Akros (1 отделение). 
«Banca Akros» владеет компанией «Oaklins Italy» (100 % акций).
«Banco BPM Vita» владеет компаниями «Vera Vita» (100 % акций), «Banco BPM Assicurazioni» (35 % акций), «Vera Assicurazioni» (35 % акций).
Также группе принадлежат доли в компаниях «Agos Ducato» (39 %), «Alba Leasing» (39,19 %), «SelmaBipiemme Leasing» (40 %), «Gardant Liberty Servicing» (30 %), «Anima Holding» (21,71 %).
«Banco BPM» оказывает услуги в розничной сфере, корпоративным и институциональным клиентам (финансовые организации).
«Banca Aletti» оказывает услуги в частном секторе.
«Banca Akros» и компания «Oaklins Italy» занимаются инвестиционным банкингом.
«Banco BPM Vita», «Vera Vita» являются страховыми компаниями.
В сумме сеть банка на 2020 год насчитывала 1808 отделений, из них 1383 на севере Италии. Зарубежная деятельность представлена филиалом в Швейцарии (Banca Aletti Suisse) и представительствами в Гонконге и Мумбаи.
На 31 декабря 2023 года группа насчитывала 1 436 филиалов в Италии, из них 1 097 филиалов на севере Италии, 208 филиалов в центре Италии и 131 филиал на юге и островах. Непосредственно у «Banco BPM» 1 382 филиала в Италии. У «Banca Aletti» — 53, и у «Banca Akros» 1 филиал в Италии.

## Финансовые показатели
Активы на конец 2020 года составили 184 млрд евро, из них 109 млрд пришлось на выданные кредиты. Принятые депозиты составили 102 млрд евро.